# Covert Affairs
Covert Affairs is een Amerikaanse dramaserie gemaakt door het USA Network. De eerste aflevering werd uitgezonden op 13 juli 2010. Na vijf seizoenen en in totaal 75 afleveringen werd op 18 december 2014 de laatste aflevering uitgezonden. Piper Perabo werd in 2011 genomineerd voor een Golden Globe voor haar hoofdrol als 'Annie Walker'.

## Verhaal
De jonge Annie Walker is trainee bij de CIA. Ze spreekt acht talen vloeiend en verschillende andere tot op zekere hoogte. Ze wordt van de een op de andere dag het veld ingestuurd. August 'Auggie' Anderson, een blinde agent, moet haar begeleiden. Terwijl ze zich voordoet als medewerkster van het Smithsonian Institution, raakt ze steeds beter thuis in de wereld van de spionage.

## Rolverdeling
- Piper Perabo - Annie Walker
- Christopher Gorham - Auggie Anderson
- Kari Matchett - Joan Campbell
- Anne Dudek - Danielle Brooks
- Sendhil Ramamurthy - Jai Wilcox
- Peter Gallagher - Arthur Campbell
- Eion Bailey - Ben Mercer
- Gregory Itzin - Henry Wilcox

## Crew
- Doug Liman - uitvoerend producent
- Matt Corman - bedenker en scriptschrijver

## Uitzendingen in de Benelux
In Vlaanderen werd de serie uitgezonden op 2BE en in Nederland op RTL 4.